# Bird Observation & Conservation Australia
 (décembre 2024).
Si vous disposez d'ouvrages ou d'articles de référence ou si vous connaissez des sites web de qualité traitant du thème abordé ici, merci de compléter l'article en donnant les références utiles à sa vérifiabilité et en les liant à la section « Notes et références ».
Bird Observation & Conservation Australia est un club australien créé le 12 avril 1905 (sous le nom Bird Observers Club) par des membres de la Royal Australasian Ornithologists Union à Melbourne en Australie. Bien qu'inactive pendant de nombreuses années, cette association est relancée en 1927. Elle publie une revue trimestrielle, Australian Field Ornithology, et un bulletin trimestriel, Bird Observer.